# Estación San Gustavo
San Gustavo era una estación de ferrocarril ubicada a dos kilómetros y medio de la localidad del mismo nombre del Departamento La Paz en la Provincia de Entre Ríos, República Argentina.

## Servicios
Se encuentra precedida por el Apeadero Km 456 y le sigue Estación Estacas.